# Gilles Joye
Pour les articles homonymes, voir Joye.
Gilles Joye (né en 1424-25, peut-être à Courtrai; mort le 31 décembre 1483 à Bruges) est un poète, chanteur et compositeur flamand de l'école franco-flamande de musique de la Renaissance, et plus précisément de la première phase de cette école, appelée aussi école bourguignonne. Il est connu pour ses chants, qui se distinguent par leur style lyrique et gracieux.

## Biographie
Gilles Joye est peut-être fils d'un Oliver Joyes, qui autour de 1420 est propriétaire d'une maison à Courtrai. Gilles semble avoir reçu une excellente éducation musicale, mais on ne dispose pas d'information sur ce point.

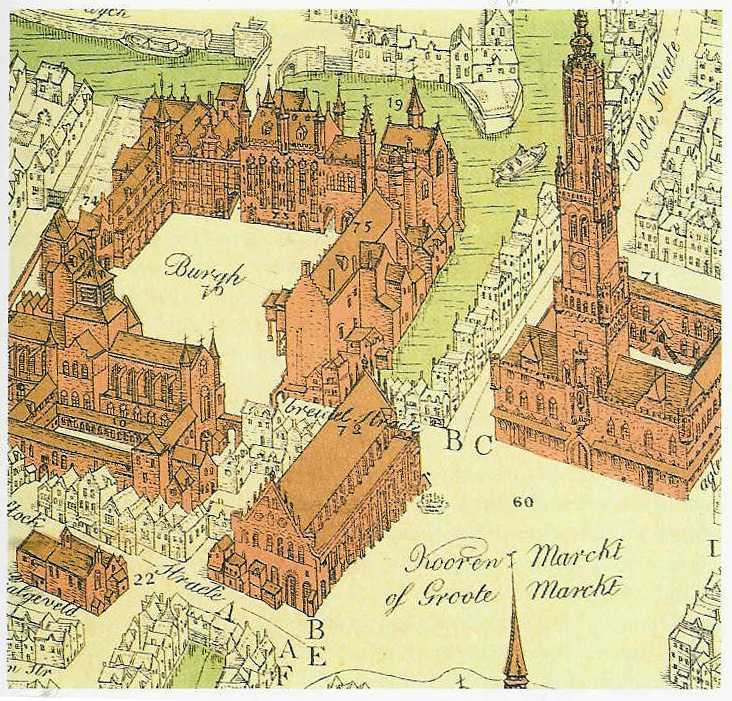
L'église Saint-Donatien à Bruges (à gauche).

Gilles Joye apparaît pour la première fois dans un document écrit le 16 mai 1449, où il est engagé comme chanteur à l'ancienne cathédrale Saint-Donatien de Bruges, une cathédrale à laquelle il restera attachée toute sa vie. Les documents d'archive de la cathédrale rapportent qu'il a souvent des problèmes disciplinaires : un jour, il aurait déclamé, avec ses amis Johannes Band und Jacobus Tayaert et pendant le service religieux, des vers tournant en dérision un de ses collègues. Un autre jour, il est admonesté pour avoir participé à une bagarre de rue, une autre fois parce qu'il aurait traité un maître d'école en des termes incorrects (« confabulando ... ut iret in locum suum »). En janvier 1452 le chapitre réprimande Joye, Tayaert, Leonis et le futur compositeur Cornelius Heyns pour leur refus explicite d'assister le succentor (le cantor adjoint) lors de la séance de chants le la veille de l'épiphanie. Ils avaient voulu, par ce refus, protester contre la décision du chapitre de supprimer la traditionnelle fête des Fous.
De 1453 à 1460 Joye est chanoine à l'église de l'Ascension de Clèves. Il n'est pas connu si cet emploi est lié à une obligation de résidence. Lorsqu'en novembre 1454, Joye candidate à un poste de chanteur à Saint-Donatien de Bruges, on lui notifie qu'il doit d'abord changer de mode de vie, apprendre à maîtriser ses paroles (« abstinere ab ablocutionibus quibus habundare consuevit ») et surtout se séparer de la personne avec laquelle il vit en concubinage, et qui est communément appelée « Rosabelle » (« vocatam in vulgo Rosabelle »). En septembre 1459, Joye devient chanoine à Saint-Donatien de Bruges, un an plus tard, en novembre 1460, chapelain à l'église Saint-Basile, une dépendance de Saint-Donatien.

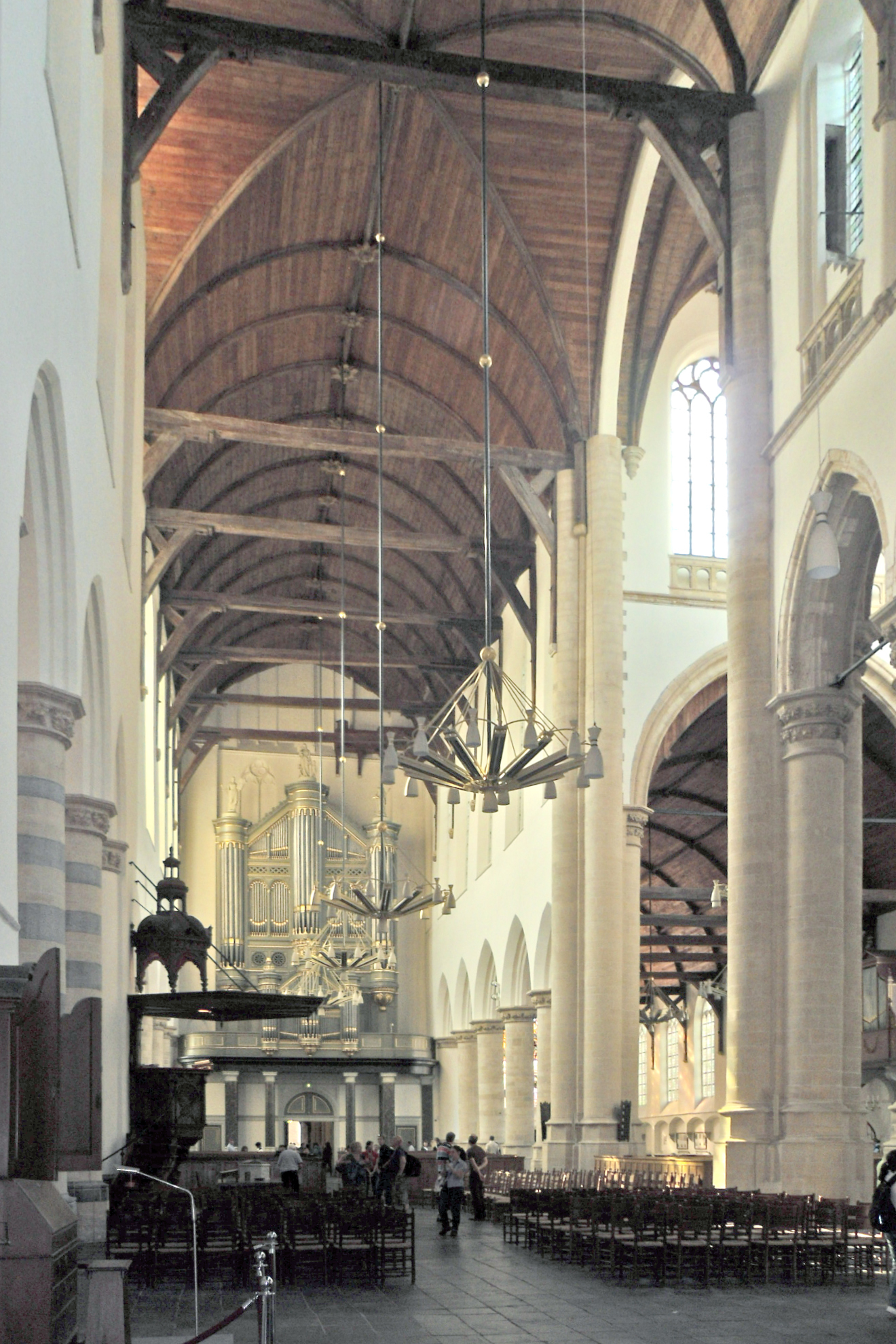
Intérieur de la Vieille Église de Delft.

En septembre 1462, il est engagé comme chanteur à la chapelle de la cour de Philippe le Bon, et occupe les fonctions de clerc, puis de chapelain de la chapelle. Il est confirmé en 1467 par Charles le Téméraire et travaille, dans ce cadre, à côté de compositeurs importants comme Hayne van Ghizeghem, Robert Morton, Antoine Busnois dans une position qu'il occupe officiellement jusqu'en 1471, même s'il cesse d'assurer son service en 1468 pour cause de maladie.
Durant son activité à la chapelle de la cour, Joye a continué à assurer les tâches de clerc et de musicien dans diverses églises. De 1465 à 1473, il est recteur de l'église Saint-Hyppolite de Delft, maintenant appelée Oude Kerk. À Saint-Donatien il intervient comme expert musical, par exemple dans les examens d'entrée d'enfants de chœur.
En 1470, et en tant que chanoine de Saint-Jean-van-der-Coutre, il fait une donation importante pour les enfants de chœur, et comme magister fabrice il dépense une somme important en copie de musique polyphonique. Il administre, en 1468, les institutions ducales et acquiert deux graduels précieux après du libraire Jean de Clerc, livres toujours impayés en 1481 et en 1482. En 1482 Joye et le chanteur Pierre Basin (de) assistent aux épreuves de trois candidats pour le poste d'organiste à Saint-Donatien. La position est attribuée à Eustacius de Paris.
Gilles Joye meurt le 31 décembre 1483 et malgré quelques difficultés lors de remboursement de ses dettes, il obtient un enterrement approprié. Il est enterré dans la sacristie de la cathédrale.

## Leportrait de Gilles Joye
En 1472, Hans Memling en peint un portrait, le Portrait de Gilles Joye, qui est au Sterling and Francine Clark Art Institute (en) à Williamstown (Massachusetts). On peut lire sur le cadre que Joye avant alors 47 ans. Le portrait est peut-être le volet droit d'un diptyque dont le volet gauche perdu représenterait alors une Vierge à l'enfant. Joye n'est pas représenté comme musicien, comme ne l'est Jacob Obrecht non plus vingt ans plus tard, mais comme adorateur. On remarque les deux anneaux en or à la main gauche. L'un des anneaux porte le blason de Joye que l'on retrouve aussi sur le cadre, et sur sa pierre tombale.

## Musique
On ne connaît de Gilles Joye que cinq chants. Il se situent, du point de vue stylistique, entre les chansons de Gilles Binchois et celles d'Antoine Busnois. Quatre de ses œuvres sont des rondeaux, dont trois en français, et une œuvre est une ballata italienne, forme de virelai. Les chants de Joye sont caractéristiques de la musique séculière bourguignonne de cette période : ils sont mélodieux, clairs, lyriques.
Joye est un des compositeurs mentionnés par Guillaume Dubois (Crétin) dit Crétin dans son fameux poème Déploration sur le trépas de Jean Ockeghem écrit à l'occasion de la mort de Johannes Ockeghem en 1497; dans ce poème, il est l'un des anges qui accueillent Ockeghem au ciel.
La liste des compositeurs mentionnés par Crétin a pendant longtemps servi de référence pour les compositeurs les plus célèbres de la fin du XVe siècle. Ceci prouve l'importance de sa réputation malgré le peu d'œuvres qui ont survécu.

### Chansons
1. Ce qu’on fait catimini (Rondeau, avant 1475/6);
2. Mercy, mon dueil, je te supplie (Rondeau, avant 1475/6);
3. Non pas que je venille penser (Rondeau, avant 1475/6);
4. Poy ché crudel Fortuna et rio Distino (Ballata, texte de Rosello Roselli, avant 1460);
5. Rondeau sans paroles (Codex de Triente 90, no 295r, avant 1460)[2].

La forme italienne de la ballata a fait penser que Joye a pu vivre quelque temps en Italie, mais aucun document ne permet d'étayer cette hypothèse.

### MessesO rosa bella
Joye est peut-être aussi l'auteur de deux messes anonymes intitulées O rosa bella (Codex de Trente 88, no 475-479 et Codex de Trente 90, no 1114-1118), dont le titre peut cacher un hommage à sa compagne Rosabelle pour laquelle il a été réprimandé en 1454. De par leur style, elles pourraient s'accorder à Joye.